# راسيل سي. فالكونر
راسيل سي. فالكونر هو سياسي أمريكي، ولد في 4 فبراير 1851، وتوفي في 15 ديسمبر 1936. نشط حزبياً في الحزب الديمقراطي. وقد انتخب عضو مجلس ولاية ويسكونسن ‏.